# Пйотровиці (Пулавський повіт)
Пйотровиці (пол. Piotrowice) — село в Польщі, у гміні Наленчув Пулавського повіту Люблінського воєводства.
Населення — 741 особа (2011).
У 1975-1998 роках село належало до Люблінського воєводства.

## Демографія
Демографічна структура станом на 31 березня 2011 року:
|          | Загалом | Допрацездатний вік | Працездатний вік | Постпрацездатний вік |
| -------- | ------- | ------------------ | ---------------- | -------------------- |
| Чоловіки | 339     | 67                 | 229              | 43                   |
| Жінки    | 402     | 73                 | 228              | 101                  |
| Разом    | 741     | 140                | 457              | 144                  |